# فرحان بن فهد الخالد
فرحان بن فهد الخالد الخضير (1878 - 1 ديسمبر 1913) فاعل خير كويتي، يعتبر رائدٌ للحركة الخيرية في الكويت وكان أولُ مؤسسٍ لأول جمعيةٍ خيريةٍ فيها وذلك عام 1913.

## عائلته ونسبه
هو فرحان بن فهد بن خالد بن خضير بن علي بن فيصل بن شداد، وينتهي نسبه إلى شملان بن بشر من ضنا عبيد من قبيلة عنزة. نزل علي بن فيصل الكويت سنة 1190 هـ/ 1776 م وتوفي سنة 1200 هـ/ 1785 م. أنجب علي بن فيصل ابنه كليب، وهو جدّ أسرة الكليب، وابنه خضير، وهو جدّ أسرة الخالد، وهما من الأسر المعروفة في الكويت. برز عدد من أفراد هذه الأسر في مجالات التجارة والتعليم والعمل الخيري. وأسرة الخالد كانت من أوائل الأسر في الكويت التي شارك أفرادها في إصدار الصحف والمجلات، وجلبها من مصر والشام إلى الكويت في عهد الشيخ مبارك الصباح نحو سنة 1325 هـ/1908 م. فهد الخالد، والد فرحان، هو شقيق حمد الخالد. والدتهما هي فاطمة بنت يوسف البدر، أما والدة فرحان فهي فاطمة بنت علي الكليب.

## نشأته
وُلِد فرحان بن فهد الخالد في مدينة الكويت نحو عام 1296 هـ/1878 م. نشأ في أسرة مسلمة محافظة ملتزمة بعادات وتقاليد المجتمع الكويتي، وتميّز عدد من أفرادها بمستوى من الثقافة والاطلاع. تلقّى تعليمه الأولي في الكتاتيب الأهلية المنتشرة في أحياء الكويت، وخصوصاً في مدرسة عبد اللطيف العمر في الحي القبلي، حيث تعلّم القراءة والكتابة وحفظ القرآن وبعض مبادئ الحساب. كان فرحان الخالد معروفاً باهتمامه بالاطلاع والقراءة، وحبّه للعلم ومجالسة العلماء. لم تؤثر ثروة أسرته على نشاطه، بل شجّعته على متابعة أهداف تتصل بالشؤون الوطنية والاهتمام بالمجال العلمي، كما اطلع على ثقافة عصره من خلال قراءة مجلات وصحف مصرية مثل المنار والمقطم وغيرها. كان فرحان الخالد من روّاد مجلس عبد الرحمن خلف النقيب.
تنقّل فرحان الخالد بين الكويت والحجاز منذ عام 1910 لأغراض تجارية. وقد أتاحت له هذه الرحلات الاطلاع على الأوضاع السياسية والاجتماعية خارج الكويت. وكانت البصرة في ذلك الوقت، بعد صدور الدستور العثماني سنة 1908، من المراكز البارزة للنشاط السياسي والثقافي في البلاد العربية الخاضعة للحكم العثماني.

## أعماله
كانت فكرة الإصلاح محور اهتمام فرحان الخالد، كان من أوائل من دعوا إلى العدالة الاجتماعية والتكافل الاجتماعي في الكويت، وسعى إلى تحقيق ذلك من خلال أنشطته المختلفة.
كان له دور بارز في قضية ريال ماريا تريزا. وخلاصة القضية أن الطواويش، وهم ممولو رحلات الغوص، كانوا يدفعون ريال ماريا تريزا، وهي عملة متداولة آنذاك، للنواخذة بسعر المائة منه بمائتي روبية، في حين أن سعره في السوق كان نحو مائة وسبعين روبية للمائة. وقد أراد النواخذة صرفه للملاحين بالسعر نفسه الذي تلقّوه من الطواويش، مما يعني تحمّل الملاحين الفارق. وعندما اطّلع فرحان الفهد على الأمر، اعترض عليه بشدة، وانتهت القضية بصرف الريال بسعره المتداول في ذلك الوقت.

### تأسيس الجمعية الخيرية سنة 1913
افتُتِحت هذه الجمعية في 8 ربيع الآخر سنة 1331 هـ/ 17 مارس 1913 م باحتفال كبير وخطب فيه مؤسسها، وعبد الله بن خلف الدحيان. كان مقر الجمعية في المحل الملحق بالمدرسة الأحمدية من الجهة الجنوبية في محلة سعود، في عمارة عبد الوهاب القناعي. وكان المبنى مكوناً من طابقين؛ الطابق العلوي خصص للطبيب والصيدلية، والطابق السفلي للواعظ المرشد وطلابه وللمكتبة.  تُعتبر هذه الجمعية من الجمعيات الفريدة في ذلك الزمن، وتمثل من أبرز إنجازات فرحان الخالد، الذي يُعتبر من المصلحين البارزين الكويتيين. كما تمثل الجمعية طريقة إبداعية لمقاومة التبشير الذي بدأ ينتشر في الكويت في تلك الفترة. وبدأ ذلك مع قدوم البعثة الأولى للإرسالية الأميركية إلى الكويت عام 1910، وافتتاح المستشفى الأمريكي في الكويت.
واصلت الجمعية أداء مهامها رغم تعثرها قليلاً إثر وفاة مؤسسها قبل مرور عام على تأسيسها، حيث تولى إخوانه وغيرهم من المحسنين قيادة الجمعية. وقد شجّع هذا العمل الجماعي والتعاوني أبناء الكويت على محاكاة هذا النهج، مما أدى إلى تأسيس العديد من الجمعيات الخيرية في هذا المجال لاحقاً.

## حياته الشخصية
كان فرحان الخالد ذا بشرة بيضاء، متوسط القامة يميل إلى القصر، قوي العهد، كث اللحية. وُصف بأنه ذكي، محسن، عطوف، وغيور، وكان نشطاً في خدمة الفقراء والمحتاجين والمظلومين. تزوج ثلاث زوجات، وأنجب عدداً قليلاً من الأولاد، وكان يُكنى بأبي فيصل.

## وفاته
أُصيب فرحان الخالد بمرض عضال في رجله، وهو مرض السل العظمي، فالتهب عظم رجله ولم يعر العلاج اهتماماً في البداية، وانشغل بأمور الحياة حتى تفاقم المرض وصعب علاجه. قرر السفر إلى الهند للعلاج في أكتوبر سنة 1913،  ورافقه صديقه علي إبراهيم الكليب في الرحلة. أمضى في مدينة بومباي قرابة شهر ونصف، إلا أن العلاج لم يؤدِ إلى تحسن، بل تفاقم المرض في جسده. قرر العودة إلى وطنه، لكنه توفي على متن السفينة عند وصولها إلى ميناء بندر عباس بالقرب من مضيق هرمز. لم يتمكن مرافقوه من نقل جثمانه إلى الكويت فدفنوه في البر هناك.   وكانت وفاته على وجه التقريب في 2 محرم 1332/ 1 ديسمبر 1913 وله من العمر 35 سنة. 